# Noblella worleyae
Noblella worleyae — вид жаб родини Strabomantidae. Описаний у 2020 році.

## Назва
Вид названо на четь американської зоологині Елізабет Ворлі (1904—2004), професора морської біології в Бруклінському коледжі.

## Поширення
Ендемік Еквадору. Поширений у заповіднику Ріо-Мандуріаку в провінції Імамбура на півночі країни.

## Опис
Самиці завдовжки 18,1–19,1 мм, самці — 15,5–17,9 мм. Забарвлення спини коричневого до темно-коричневого кольору з густими світло-коричневими, коричнево-сірими або бірюзовими вкрапленнями та центральною повздовжньою лінією кремового кольору у задній частині. Боки від світло-коричневого до темно-коричневого кольору з розсіяними неправильними білими до бірюзовими мітками. Живіт жовтувато-кремовий з дрібними плямами. Горло з неправильними коричневими мітками.